# Amitāyurdhyānasūtra
Amitāyurdhyāna Sūtra är en mahayanasutra som är särskilt betydelsefull inom rena land-buddhismen, en inriktning av mahayana. Sutran är en av de tre huvudsakliga sutrorna inom rena land-buddhismen, tillsammans med sukhāvatīvyūhaḥ-sūtra och amitābha-sūtra. Sutran fokuserar främst på en meditationsform där utövaren utför en komplex visualisering av Amitabha och Sukhavati.
Modern forskning har bevisat att den är apokryfisk, och av kinesiskt ursprung. Sanskrittiteln är således en omvänd översättning. Enligt Paul Williams vore Amitāyurbuddhānusmṛti Sūtra en mer korrekt sanskrittitel för sutran.

## Innehåll
Sutran börjar med en historia om en prins vid namn Ajatashatru, som blir övertalad av den kriminelle Devadatta att mörda sin far, Kung Bibisara, för att själv kunna bli kung. Ajatashatru dödar sin far, och dödar nästan sin mor, Drottning Vaidehi, men efter att ha följt ett råd från sina ministrar, ångrar han sig och kastar sin mor i fängelset.
Drottning Vaidehi ber då Shakyamuni Buddha att hjälpa henne. När Shakyamuni besöker henne, uttrycker Vaidehi sin önskan att födas i Amitabhas Sukhavati. Shakyamuni ler då, och berättar för Vaidehi hur hon ska kunna återfödas i Sukhavati. Han berättar för henne att trots att hon är i fängelset, kan hon uppnå nirvana genom Amitabha. Buddha beskriver sedan Amitabha och vad man kan göra för att återfödas i Sukhavati.

### Återfödelse i Sukhavati
Shakyamuni förklarar att det är viktigt att utföra särskilda goda gärningar för att återfödas i Sukhavati. Han berättar sedan för Vaidehi hur hon kan visualisera Sukhavati för att återfödas där. Shakyamuni beskriver tretton "kontemplationer", eller mentala visualiseringsövningar, som ska följas i ordning. Genom att djupt koncentrera på olika aspekter av Sukhavati, och visualisera dem i detalj, kan utövaren komma närmare Sukhavati.
De tretton kontemplationerna som beskrivs i sutran, är i ordningen som följer:
1. Kontemplation av den stigande solen
2. Kontemplation av ett brett vatten
3. Kontemplation av marken i Sukhavati
4. Kontemplation av träden i Sukhavati
5. Kontemplationen av dammarna i Sukhavati
6. Kontemplation av olika objekt i Sukhavati
7. Kontemplation av lotustronen som Amitabha sitter på
8. Kontemplation av Amitabhas bild
9. Kontemplation av Amitabha själv
10. Kontemplation av Avalokiteshvara
11. Kontemplation av Mahasthamaprapta
12. Kontemplation av utövarna i Sukhavati
13. Kontemplation av Amitabha, Mahasthamaprapta och Avalokiteshvara tillsammans.

Tre steg beskrivs för dem som önskar återfödas i Sukhavati:
- Första steget: att respektera sina föräldrar, att hjälpa och respektera lärare och äldre, att vara omtänksam, att avstå från att orsaka skada och att kultivera de tio dygderika handlingarna (det vill säga, inte döda, stjäla, utöva sexuell vanskötsel, ljuga, förtala/skvallra, använda grovt språk, använda lättsinnigt prat, vara girig, känna ilska och hysa felaktiga uppfattningar).[6][7]

- Andra steget: att ta och observera löftet av att söka tillflykt i de tre juvelerna, att uppfylla alla moraliska regler, att inte sänka värdigheten och att inte avstå från att utöva buddhistiska ceremonier.[6][7]

- Tredje steget: att fokusera på att uppnå upplysning, att tro på lagen om orsak och verkan, att studera och recitera mahayanska sutror och uppmana andra att utöva detsamma.[6][7]

### Nio nivåer av födelse
I den sista delen av sutran, beskriver Shakyamuni de nio nivåerna som de som återfötts i Sukhavati kan kategoriseras in i. Nivåerna är rangordnade från högsta till lägsta på följande vis:
1. Den högsta nivån av den högsta graden
2. Den mellersta nivån av den högsta graden
3. Den lägsta nivån av den högsta graden
4. Den högsta nivån av den mellersta graden
5. Den mellersta nivån av den mellersta graden
6. Den lägsta nivån av den mellersta graden
7. Den högsta nivån av den lägsta graden
8. Den mellersta nivån av den lägsta graden
9. Den lägsta nivån av den lägsta graden

Den högsta nivån av återfödelse i Sukhavati uppnås av dem som upprätthåller den trefaldiga tanken: äkta tanke, djupt troende tanke och önskan att bli född i Sukhavati genom att få sina egna meriter att utvecklas tillfullo. Tre andra sätt att återfödas i den högsta nivån nämns också:
- De som har ett omtänksamt sinne, inte vill skada några levande varelser, vill avklara alla dygdefulla handlingar enligt Buddhas träningsregler.[9][10]

- De som i stor utsträckning studerar och reciterar mahayanska sutror.[9][10]

- Samt de som utövar de sex typerna av medveten närvaro/mindfulness.[9][10]

Nivåerna är sedan rangordnade beroende på hur dygdefulla utövarna varit, där nivåerna längst ned innefattar dem som begått mycket onda gärningar. De som begått mycket onda gärningar, möter dock en lärare mot slutet av sitt liv och denne lärare berättar om vägen till Sukhavati, som i detta fall innefattar att recitera Amitabhas namn fokuserat, kanske tio gånger. De som återföds i de högsta nivåerna föds omedelbart i Sukhavati, medan de i de lägre – i synnerhet de lägsta nivåerna – blir fast i lotusknoppen som de kommer att födas ur, i upp till 12 större kalpor.

### Avslut
Sutran avslutas med ett kort avsnitt som berättar om fördelarna som fås av de som lyssnat på dessa ord. Vaidehi blev upplyst, varav hennes 500 kvinnliga följeslagare samt omätbart många gudar, efter att ha hört dessa ord började sträva mot buddhaskap. Shakyamuni sätter ett namn på sutran, nämner fördelar kopplade till namnet av Amitabha, och säger åt alla att hålla orden av sutran i deras sinnen. Shakyamuni återvänder sedan till Gijjhakuta. 